# Kaiminus et ses évolutions
Kaiminus et ses deux évolutions (Crocrodil et Aligatueur) composent la famille du starter de type eau de la deuxième génération Pokémon. 

## Description

### Kaiminus
Kaiminus est le Pokémon de départ de type eau disponible dans Pokémon Or et Argent, Pokémon Cristal et dans leurs rééditions Pokémon Or HeartGold et Argent SoulSilver. Il est également le Pokémon de départ de Légendes Pokémon : Z-A.
C'est un petit pokémon crocodilien bipède. Il est réputé pour sa puissante mâchoire, dont il ne connaît pas la force. Ils sont principalement bleus avec des crêtes rouges et un ceinturon naturel jaune pâle.

### Crocrodil
Crocrodil est l'évolution de Kaiminus au niveau 18. Il a un meilleur contrôle de sa mâchoire, mais elle est encore plus puissante qu'avant. Quand il perd une dent, une autre repousse tout de suite.

### Aligatueur
Aligatueur est l'évolution finale de Kaiminus. Il en devient un dès le niveau 30. Il est réputé comme étant une brute rapide dans l'eau mais lent sur terre. Il peut se tenir sur deux pattes mais marche sur quatre.

## Apparitions

### Jeu vidéo
Kaiminus, Crocrodil et Aligatueur apparaissent dans la série de jeux vidéo Pokémon, principalement dans Pokémon Or et Argent. D'abord en japonais, puis traduits en plusieurs autres langues, ces jeux ont été vendus à plus de 200 millions d'exemplaires à travers le monde.

### Série télévisée et films
La série télévisée Pokémon ainsi que les films sont des aventures séparées de la plupart des autres versions de Pokémon et mettent en scène Sacha en tant que personnage principal. Sacha et ses compagnons voyagent à travers le monde Pokémon en combattant d'autres dresseurs Pokémon.
Un Kaiminus est convoité en même temps par Sacha et Ondine. L'une de leurs 2 Balls capturera le Pokémon, qu'ils se disputeront. Pour les départager, Pierre les fait s'affronter en combat singulier, que Sacha remporte, mais dont Ondine s'estime satisfaite par l'évolution de son Ptitard. Quand Sacha l'appelle, il sautille joyeusement. Depuis, il a remplacé Carapuce aux côtés de Sacha, lors du cycle Johto.